# Attar (perfumería)

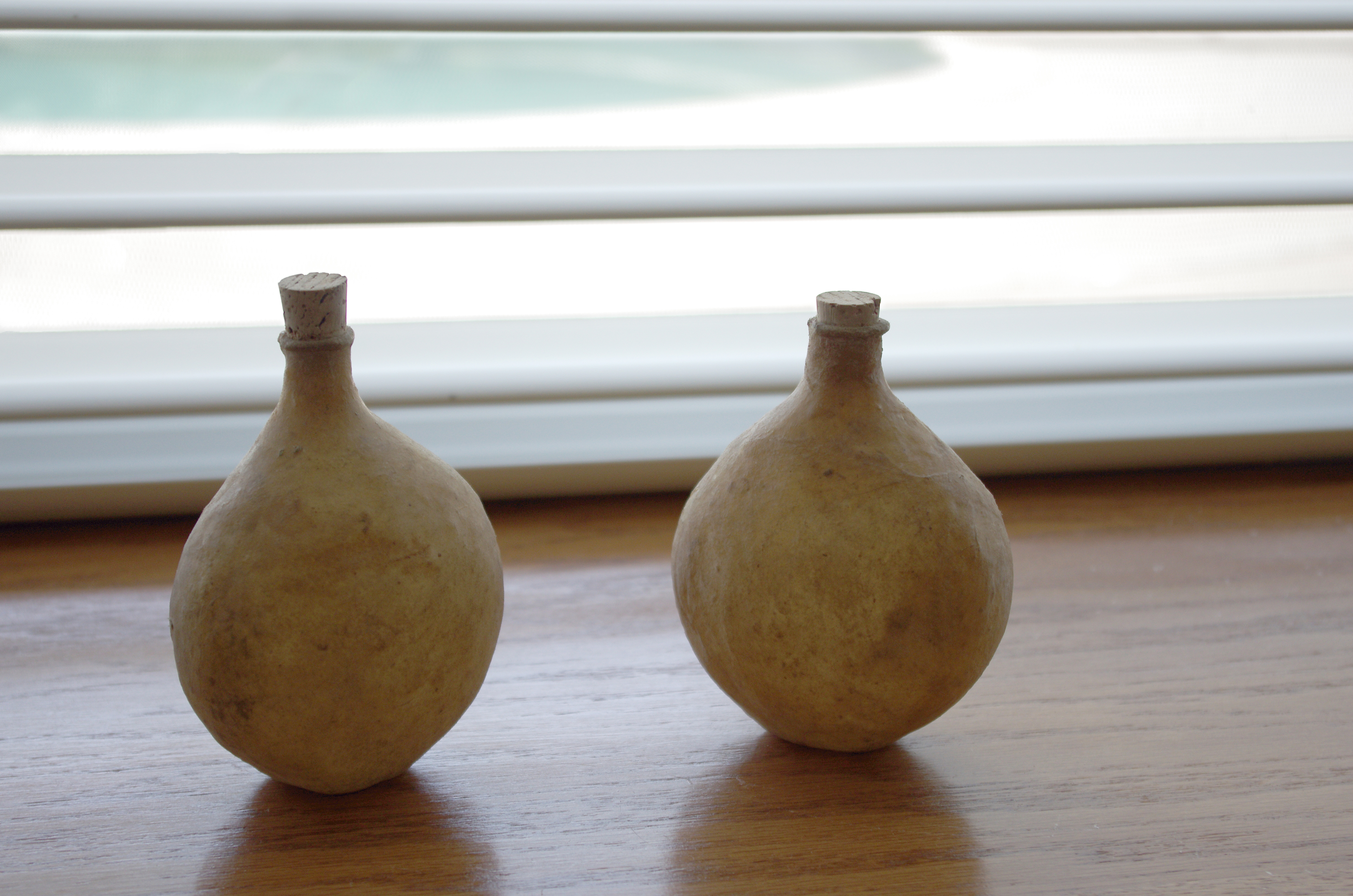
Frascos de perfume de piel de camello de Kannauj. Los frascos son para envejecer el perfume (la piel respira, permitiendo que el agua se evapore mientras retiene la fragancia y el aceite, convirtiéndose en un perfume o attar).

Attar, también conocido como ittar, es un aceite esencial derivado de fuentes botánicas u otras fuentes naturales de uso en perfumería. Lo más común es que estos aceites se extraigan mediante hidrodestilación. El médico persa Avicena fue el primero en obtener el attar de flores a partir de la destilación. El attar también se puede expresar por medios químicos, pero generalmente los perfumes naturales que califican como attar se destilan con agua. Los aceites generalmente se destilan en una base de madera como el sándalo y luego se envejecen. El período de envejecimiento puede durar de uno a diez años dependiendo de los botánicos utilizados y los resultados deseados. Técnicamente, los attars son destilados de flores, hierbas, especias y otros materiales naturales, como tierra cocida sobre aceite de sándalo o parafinas líquidas, utilizando una técnica de hidrodestilación que implica un alambique (deg) y un recipiente (bhapka). Estas técnicas todavía se utilizan en Kannauj, India.

## Historia
Se cree que la palabra 'attar', 'ittar' o 'itra' se deriva de la palabra persa itir, que a su vez se deriva de la palabra árabe 'itr (عطر ), que significa "perfume".
Se cree que la primera mención registrada de las técnicas y métodos utilizados para producir aceites esenciales es la de Ibn al-Baitar (1188-1248), médico, farmacéutico y químico de al-Ándalus.
Los egipcios eran famosos por producir perfumes en todo el mundo antiguo. Fueron formulados a partir de plantas y flores antes de que pudieran agregarse a otros aceites. Posteriormente fue refinado y desarrollado por Avicena, un renombrado médico que elaboró un tipo distintivo de producto aromático y que fue uno de los primeros en utilizar la técnica de destilación de rosas y otras fragancias vegetales. Los perfumes líquidos solían ser una mezcla de aceite y hierbas trituradas hasta su descubrimiento, donde experimentó por primera vez con rosas.
En Yemen, Arwa al-Sulayhi, la reina yemení, introdujo una variedad especial de attar, preparada con flores de la montaña y que regalaba a los monarcas de Arabia.
Abul Fazal Faizee da otro veredicto sobre cómo se utilizaba attar para fabricar el incensario Mabkhara. Las cortezas que se utilizaban en la época de Akbar, según Faizee, eran aloe, sándalo y canela. Se utilizaban resinas como la mirra y el incienso, sustancias animales como el almizcle y el ámbar, junto con raíces de árboles especiales y algunas otras especias. El gobernante de Awadh, Ghazi-ud-Din Haidar Shah, solía preparar fuentes de attar alrededor de su dormitorio. Estas fuentes crearían una atmósfera romántica y fragante muy agradable al funcionar continuamente.

## Usos y tipos
Los attars generalmente se clasifican según el efecto percibido en el cuerpo. En invierno se utilizan attars "cálidos", como el almizcle, el ámbar y el kesar (azafrán), ya que se cree que aumentan la temperatura corporal. Asimismo, los attars "frescos", como la rosa, el jazmín, el khus, el kewda y el mogra, se utilizan en verano por su efecto refrescante percibido en el cuerpo.
Aunque los attars se utilizan principalmente como perfume, también se utilizan con fines medicinales y afrodisíacos. 

## Espiritualidad y religión
Durante cientos de años, en algunas sociedades, principalmente en la cultura islámica, los attars fueron considerados como algo que atraía a los ángeles y ahuyentaba a los espíritus malignos. Los santos sufíes y los aspirantes espirituales se adornaban con estos aromas para ayudarlos en su viaje hacia la iluminación.
Las diferentes sectas del hinduismo adoran a deidades a través de ofrendas domésticas y en los templos y a los sufíes en santuarios islámicos y khanqah sagrados. Los attars se usan comúnmente dentro del incienso y los alimentos se usan como ofrendas.